# Anthidiellum absonulum
Anthidiellum absonulum är en biart som först beskrevs av Cockerell 1932.  Anthidiellum absonulum ingår i släktet Anthidiellum och familjen buksamlarbin. Inga underarter finns listade i Catalogue of Life.